# 茨城県警察
茨城県警察（いばらきけんけいさつ）は、茨城県が設置した警察組織であり、茨城県を管轄区域とし、茨城県警と略称する。茨城県公安委員会の管理を受けるが、給与支払者は茨城県知事である。本部所在地は水戸市笠原町978番地6。

## 沿革
- 1954年（昭和29年）7月1日 - 警察法施行に伴い、国家地方警察茨城県本部と、水戸市警察などの自治体警察が統合し茨城県警察発足。

## 本部組織
- 警務部
  - 警務課
    - 総務係
    - 企画第一係
    - 企画第二係
    - 採用係
    - 人事第一係
    - 人事第二係
    - 給与係
    - 業務高度化推進係
    - 法令審査係
    - 総合相談係
    - 犯罪被害者支援室
      - 犯罪被害者支援係

    - サイバーセキュリティ対策室
      - サイバーセキュリティ対策係

  - 教養課
    - 首席師範
      - 総務係
      - 教養係

  - 留置管理課
    - 総務係
    - 企画係
    - 留置管理係

  - 首席監察官
    - 監察室

  - 総務課
    - 総務係
    - 公安委員会補佐室
      - 公安委員会係

    - 取調べ監督室

  - 厚生課
    - 総務係
    - 健康管理室

  - 会計課
    - 総務係
    - 予算係
    - 調度係
    - 出納係
    - 監査室

  - 装備施設課
    - 総務係
    - 施設企画係
    - 管財係
    - 車両管理係

  - 情報管理課
    - 総務係
    - システム開発第一係
    - システム開発第二係
    - 情報セキュリティ対策推進事務局

  - 県民安心センター
    - 総務係
    - 情報公開係
    - 業務改善係
    - 警察相談係
    - 総合相談室
      - 相談管理・企画係
      - 総合相談係

    - 広報室
      - 広報官
      - 広報企画係
      - 広報・受付係

    - 音楽隊
      - カラー・ガード隊

- 生活安全部
  - 生活安全総務課
    - 総務係
    - 企画・指導係
    - 地域安全事業推進係
    - 地域安全対策係
    - 条例改正係
    - 安全・安心まちづくり推進室
      - 犯罪抑止対策第一係
      - 犯罪抑止対策第二係
      - 街頭防犯カメラ設置促進係
      - ヤード対策第一係
      - ヤード対策第二係

    - 許可等事務担当室
      - 営業係
      - 古物営業係
      - 特定金属類取扱業係
      - 警備業係
      - 銃刀火薬係
      - 保安係

  - 人身安全少年統括官
    - 人身安全少年課
      - 総務係
      - 企画・指導係
      - 人身安全対策第一係
      - 人身安全対策第二係
      - 子供女性安全対策係
      - 少年対策係
      - 再被害防止対策係
      - 行方不明係
      - 児童虐待対策官
        - 児童虐待対策係

      - 少年サポートセンター
        - 少年サポートセンター第一係
        - 少年サポートセンター第二係

  - 生活環境課
    - 総務係
    - 企画・指導係
    - 風俗・雇用犯罪特捜係
    - 生活経済特捜係
    - 環境犯罪特捜係

  - サイバー統括官
    - サイバー企画課
      - 総務係
      - 企画指導係
      - 人材育成係
      - 対策係

    - サイバー捜査課
      - 総務係
      - 指導係
      - 捜査支援係
      - サイバー犯罪特捜係

- 地域部
  - 地域課
    - 総務係
    - 企画係
    - 指導第一係
    - 指導第二係
    - 指導第三係
    - 地域安全係
    - 巡回連絡推進係
    - 職務質問技能指導班
    - 鉄道警察隊（水戸市宮町一丁目1番1号）[注 1]

  - 通信指令課
    - 総務係
    - 企画・運用係
    - 通信指令第一係
    - 通信指令第二係

  - 自動車警ら隊（水戸市元吉田町1012番地の1）
    - 本隊（水戸）
    - 牛久分駐隊
    - 下妻分駐隊

- 刑事部
  - 刑事総務課
    - 総務係
    - 企画係
    - 告訴・告発管理センター
    - 取調べ指導官
      - 取調べ指導係

  - 捜査第一課
    - 総務係
    - 事件指導係
    - 強行第一係
    - 強行第二係
    - 特殊犯捜査隊（SIT）
    - 検視官室
      - 首席検視官
      - 企画指導係
      - 検視係

  - 捜査第二課
    - 総務係
    - 指導係
    - 知能財務特捜第一係
    - 知能財務特捜第二係
    - 知能財務特捜第三係
    - 告訴告発指導係
    - 特捜班

  - 捜査第三課
    - 総務係
    - 盗犯指導係
    - 盗犯特捜係
    - 組織窃盗捜査係
    - 特命捜査係

  - 組織犯罪対策統括官
    - 組織犯罪対策第一課
      - 総務係
      - 企画分析係
      - 指導係
      - 抑止対策係
      - 暴力団対策係
      - 情報集約係
      - 組織犯罪分析係
      - 組織犯罪対策特捜第一係
      - 組織犯罪対策特捜第二係
      - 組織犯罪対策特捜第三係
      - 犯罪収益解明班
      - ニセ電話詐欺対策室
        - 初動捜査支援係

    - 組織犯罪対策第二課[注 2]
      - 総務係
      - 企画指導第一係
      - 企画指導第二係
      - 通訳係
      - 集住対策係
      - 国際化対策係

  - 鑑識課
    - 総務係
    - 指導係
    - 身元係
    - 写真係
    - 指紋係
    - 足痕跡係
    - 機動鑑識係
      - 本班（水戸）
      - 神栖班
      - 牛久班
      - 下妻班

  - 機動捜査支援課
    - 総務係
    - 情報分析係
    - 照会センター
    - 機動捜査隊
      - 本隊（水戸）
      - 神栖分駐
      - 牛久分駐
      - 下妻分駐

  - 科学捜査研究所
    - 上席鑑定官
    - 庶務係
    - 指導係
    - 化学研究室
    - 法医研究室
    - 物理研究室
    - 文書研究室
    - 心理研究室

- 交通部
  - 交通総務課
    - 総務係
    - 企画係
    - 安全係
    - 高齢者対策係
    - 事故分析係

  - 交通指導課
    - 総務係
    - 企画指導係
    - 取締指導係
    - 事件指導係
    - 駐車対策係
    - 特命取締係
    - 自動速度違反取締係
    - 暴走族対策係
    - 交通事故事件捜査室
      - 事件捜査第一係
      - 事件捜査第二係
      - 事件捜査第三係
      - 交通鑑識係

    - 交通反則通告センター
      - 土浦分室

  - 交通規制課
    - 総務係
    - 企画係
    - 許可指導係
    - 交通情報係
    - 信号機運用係
    - 交通管制センター
      - 交通管制係

  - 運転免許センター（茨城町大字長岡字矢頭3783番地の3）
    - 首席交通聴聞官
    - 教習所指導係
    - 聴聞執行係
    - 初心運転者講習係
    - 高齢者講習係
    - 違反者講習係
    - 取消処分者講習係
    - 試験係
    - 学科試験係
    - 免許試験係
    - 免許係
    - 新規免許係
    - 更新免許係
    - 外免切替係
    - マイナ受付係
    - マイナ指導係
    - 安全運転相談室
      - 運転適性係

    - 運転管理室
      - 講習第一係
      - 講習第二係
      - 講習第三係

  - 交通機動隊（水戸市元吉田町1012番地の1）
    - 本隊（水戸）
    - 県西方面隊
    - 日立分駐隊
    - 鹿島分駐隊
    - 牛久分駐隊

  - 高速道路交通警察隊（水戸市加倉井町字矢崎2206番地）
    - 本隊（水戸）
    - 谷和原分駐隊
    - 日立北分駐隊
    - 友部分駐隊
    - つくば分駐隊

- 警備部
  - 公安課
    - 総務係
    - 企画第一係
    - 企画第二係
    - サイバー攻撃対策係
    - サイバー攻撃特別捜査隊

  - 警備課
    - 総務係
    - 災害対策室
      - 災害警備係

    - 航空隊（小美玉市百里170番地、航空自衛隊百里基地内）
    - 警衛警護室

  - 外事課
    - 総務係
    - 企画係
    - 外事係
    - 事件係
    - 特捜係
    - 国際テロリズム対策室
      - 国際テロリズム対策係

  - 機動隊（水戸市吉沢町1010番地の1）
    - 第一小隊
    - 第二小隊
    - 第一中隊
    - 第二中隊

- サイバー戦略推進室
  - 企画第一係
  - 企画第二係

- 茨城県警察学校
  - 庶務科
  - 教務科
  - 学生指導官
    - 学生指導係

所在地：茨城町大字上石崎字大高4667番地の4
- 機動警察センター

所在地：水戸市元吉田町1012番地の1
自動車警ら隊、交通機動隊、機動捜査隊3つの本隊が集約した施設。
- 県西機動センター

所在地：下妻市下宮610番地の1
自動車警ら隊、交通機動隊、機動捜査隊3つの分駐、方面隊が集約した施設。

## 警察署
県内の警察署は27署。※警察車両のナンバー地名表記は、水戸・日立・鹿嶋・神栖周辺地区が「水戸」、土浦・竜ヶ崎周辺地区が「土浦」、古河・下館・つくば周辺地区が「つくば」である。水戸警察署の署長は警視正。
| ※      | 地域 | 名称                  | 所在地                        | 管轄区域                       |
| ------ | ---- | --------------------- | ----------------------------- | ------------------------------ |
| 水戸   | 県北 | 高萩警察署            | 高萩市高戸315-10              | 高萩市、北茨城市               |
| 水戸   | 県北 | 日立警察署            | 日立市本宮町4丁目17-1         | 日立市                         |
| 水戸   | 県北 | 太田警察署            | 常陸太田市木崎二町1727-7      | 常陸太田市                     |
| 水戸   | 県北 | 大子警察署            | 久慈郡大子町大字池田2721      | 久慈郡大子町                   |
| 水戸   | 県北 | 大宮警察署            | 常陸大宮市泉445-6             | 常陸大宮市                     |
| 水戸   | 県央 | 那珂警察署            | 那珂市杉384-2                 | 那珂市                         |
| 水戸   | 県央 | ひたちなか警察署      | ひたちなか市東石川897-2       | ひたちなか市・東海村           |
| 水戸   | 県央 | └那珂湊警察センター   | ひたちなか市和田町1丁目10-30  | ひたちなか市・東海村           |
| 水戸   | 県央 | 水戸警察署            | 水戸市三の丸1丁目5-21         | 水戸市、東茨城郡大洗町、茨城町 |
| 水戸   | 県央 | 笠間警察署            | 笠間市寺崎79-1                | 笠間市、東茨城郡城里町         |
| 水戸   | 県央 | 石岡警察署            | 石岡市東石岡1丁目7-2          | 小美玉市                       |
| 土浦   | 県南 | 石岡警察署            | 石岡市東石岡1丁目7-2          | 石岡市                         |
| 土浦   | 県南 | 土浦警察署            | 土浦市立田町1-20              | 土浦市、かすみがうら市         |
| 土浦   | 県南 | 牛久警察署            | 牛久市下根町491-1             | 牛久市、稲敷郡阿見町           |
| 土浦   | 県南 | 竜ケ崎警察署          | 龍ケ崎市2505-2                | 龍ケ崎市、稲敷郡河内町         |
| 土浦   | 県南 | 稲敷警察署            | 稲敷市高田3405-1              | 稲敷市、稲敷郡美浦村           |
| 土浦   | 県南 | 取手警察署            | 取手市桑原字三升蒔耕地995-1   | 取手市、北相馬郡利根町         |
| つくば | 県南 | 取手警察署            | 取手市桑原字三升蒔耕地995-1   | 守谷市                         |
| つくば | 県南 | つくば警察署          | つくば市学園の森3丁目50-1     | つくば市                       |
| つくば | 県南 | └つくば北警察センター | つくば市北条5262-3            | つくば市                       |
| つくば | 県南 | 常総警察署            | 常総市水海道高野町字目下554-2 | つくばみらい市                 |
| つくば | 県西 | 常総警察署            | 常総市水海道高野町字目下554-2 | 常総市                         |
| つくば | 県西 | 境警察署              | 猿島郡境町長井戸51-27         | 坂東市、猿島郡境町、五霞町     |
| つくば | 県西 | 古河警察署            | 古河市旭町1丁目1-23           | 古河市                         |
| つくば | 県西 | 結城警察署            | 結城市小田林1317-1            | 結城市                         |
| つくば | 県西 | 下妻警察署            | 下妻市下妻丙733-1             | 下妻市、結城郡八千代町         |
| つくば | 県西 | 筑西警察署            | 筑西市直井938                 | 筑西市                         |
| つくば | 県西 | 桜川警察署            | 桜川市真壁町塙世188-1         | 桜川市                         |
| 水戸   | 鹿行 | 鉾田警察署            | 鉾田市鉾田2336-8              | 鉾田市                         |
| 水戸   | 鹿行 | 行方警察署            | 行方市麻生1723                | 行方市、潮来市                 |
| 水戸   | 鹿行 | 鹿嶋警察署            | 鹿嶋市宮中1959-1              | 鹿嶋市                         |
| 水戸   | 鹿行 | 神栖警察署            | 神栖市木崎1203-15             | 神栖市                         |

## 装備・人員
- 警察署数 - 27ヶ所
- 交番数 - 91ヶ所
- 駐在所数 - 123ヶ所
- 職員数 - 約5400人
- パトカー - 320台
- 白バイ - 80台
- 警備艇 - 2隻
  - 茨1 ときわ 神栖 17m型 2015/2/9-
  - 茨2 しらうめ 土浦（霞ケ浦） 8m型
  - (退役) 茨2 しらうめ 土浦（霞ケ浦） 8m型 2015/4/16-2016/8/22
- ヘリコプター - 1機
  - エアバス・ヘリコプターズ社製EC135T3H型 （ひばり)

2022年1月現在（※パトカー、白バイ、船舶欄は、2020年3月現在）

## 主な事件

### 2004年
- 1月31日、茨城女子大生殺害事件。稲敷郡美浦村の川の中で、茨城大学農学部に通う女子大生が他殺体となって発見。2017年9月2日、フィリピン国籍の男を殺人・死体遺棄容疑で逮捕。共犯とみられる他の2人のフィリピン国籍の男が国外逃亡し国際手配。内1人を2019年1月24日に日本に入国した所を逮捕。

### 2005年
- 4月21日、坂東市の廃業したガソリンスタンドで、両手首を切断された男性の遺体が見つかる。埼玉県警察が窃盗容疑で逮捕していたさいたま市緑区居住の男が、本件について金を目的に犯行に及んだとする供述をしたため2011年12月6日に強盗殺人容疑で逮捕。さらに2012年1月6日、同市桜区に居住し、2010年に死亡していた別の男を同容疑で書類送検。
- 12月2日、栃木県今市市（現・日光市）の7歳女児（小学1年生）が茨城県常陸大宮市の山中で遺体で発見。茨城県警察と栃木県警察が合同捜査本部を設置（→栃木小1女児殺害事件）。2014年6月3日、栃木県鹿沼市に住む男を殺人容疑で逮捕。

### 2006年
- 3月18日、県が行った鳥インフルエンザの抗体検査を妨害したとして、石岡市に住む養鶏会社の前会長を逮捕。
- 4月6日、石岡市内の交番に、少年が拳銃を奪おうと侵入し、逮捕。
- 5月21日、かすみがうら市長の鈴木三男を収賄容疑で逮捕。

### 2007年
- 1月11日、坂東市内を流れる矢作川で切断された男性の上半身遺体が発見される。その後1月24日には、下半身が石岡市の筑波山中腹で発見される。この事件はその後被害者の身元が判明し、解決している。
- 1月12日、茨城県議会議員選挙土浦市選挙区で落選した自由民主党県連副会長の前議員を公職選挙法違反容疑で逮捕。

### 2008年
- 3月23日、土浦市の荒川沖駅で土浦連続殺傷事件が発生。

### 2009年
- 4月24日、4月16日に窃盗未遂容疑で逮捕し水戸警察署内で事情聴取していた24歳の無職の男が、隠し持っていた睡眠薬を警察官の茶に仕込み、警察官に対し「お茶を一気飲みしたら事件の全貌を話す」と茶を飲むよう誘導し警察官が茶を飲み寝てしまったところ、男が署内から逃亡するという事件が発生。男は5月1日早朝に水戸市内の民家に潜伏していたところを住人に発見、逃走容疑で逮捕された。
- 4月27日、行方警察署に勤務する30歳の巡査長が同署内の留置場から留置人11人から預かった26万円の現金を盗んだとして窃盗の疑いで逮捕された。巡査長はこれ以外にも土地購入計画をでっち上げ、警察共済組合から1,720万円をだまし取ったとして有印私文書偽造・同行使と詐欺容疑で逮捕されている。

### 2010年
- 9月2日、つくば市の住宅で腐乱した高齢女性の遺体が見つかる。当初は刺殺とされたが、後に腐敗による身体変化で現れた傷である可能性が浮上。他殺と断定できないとして、2016年3月22日付で捜査本部を解散。捜査は継続されている。

### 2017年
- 10月6日、日立妻子6人殺害事件が日立市田尻町二丁目で発生[1]。

## マスコットキャラクター
- ひばりくん
- こひばりくん（サブマスコット）
- こひばりちゃん（サブマスコット）
  - 茨城県の鳥、ヒバリにちなんだもので、看板やポスター、フラッグ、ラッピングバスなどが登場している。
  - 県内の交番にはマスコットが置かれていたりする。
- ACT-G（アクト・ジー/ニセ電話詐欺抑止対策マス

　　　　　コット）
- メタ子（金属窃盗対策）

## 広報番組
以下の番組は民放ラジオ局のLuckyFM茨城放送で放送する。
- こちら110番 - 毎週日曜日 12:30 - 12:40
- 県警からのお知らせ - 毎週月曜日から金曜日 8:46 - 8:49